# Silke Otto-Knapp
Silke Otto-Knapp (* 1970 in Bohmte; † 9. Oktober 2022 in Pasadena) war eine international anerkannte deutsche Malerin. Sie lebte und arbeitete in den USA.

## Leben
Silke Otto-Knapp studierte 1992–1997 Kulturwissenschaften an der Universität Hildesheim. Parallel dazu schloss sie 1996 das Chelsea College of Art and Design in London mit dem „Master of Fine Arts“ ab. Ihre erste Einzelausstellung hatte sie 2000. 2008 erhielt sie ein Stipendium als „Artist in Residence“ des Museum Belvedere, Wien, im „Augarten Contemporary“. Ab 2015 war sie Professorin für Malerei und Zeichnung an der School of Art and Architecture der University of California. 
Im Alter von 52 Jahren starb Silke Otto-Knapp am 9. Oktober 2022 an Krebs.

## Zum Werk
Silke Otto-Knapps Gemälde zeigen oft Silhouetten von stilisierten menschlichen Figuren in tanzartigen Bewegungen, aber auch Landschaften, deren Elemente wie Bühnenprospekte hintereinander gestaffelt sind, oder stilisierte Vögel und Blumen. Die Farbigkeit ist dabei auf Grau und Schwarztöne reduziert. Die Malerin verwendete ungewöhnlicher Weise Aquarellfarben auf Leinwand. In ihren Ausstellungen setzte sie Gemälde auch vergleichbar zu Paravents freistehend in den Raum.

## Werke in Museumssammlungen
Silke Otto-Knapps Werke sind unter anderem im Hammer Museum in Los Angeles, im Mudam Luxemburg und im MoMA in New York vertreten.

## Einzelausstellungen (Auswahl)
- 2005: 50ft Queenie, Tate Britain, London
- 2010: Many, many women, Kunstverein München
- 2011: The Light of the Moon, Berkeley Art Museum
- 2013: Geography and Plays, Kunsthal Charlottenborg (Katalog)
- 2014: Questions of Travel, Kunsthalle Wien (Katalog)
- 2014: Cold Climate, Museo Marino Marini, Florenz
- 2017: Bühnenbilder, Midway Contemporary Art, Minneapolis (Katalog)
- 2021: In the Waiting Room, The Renaissance Society, Chicago (Katalog)
- 2024: Bühnenbilder, Kunstverein in Hamburg